# Torre del Mare
Torre del Mare è una frazione del comune di Bergeggi, in provincia di Savona.

## Storia
È stata fondata nel 1954-1955 dall'architetto Mario Galvagni e dal signor Pierino Tizzoni, con il contributo dell'amministrazione del comune omonimo, a seguito di un concorso di architettura indetto dal Tizzoni stesso, in cui l'architetto Galvagni, risultato vincitore, fu scelto e incaricato direttamente dal promotore (proprietario delle aree) a svolgere il Piano Urbanistico e i principi architettonici cui attenersi dell'Ecologia della Forma (GestaltEcologia). Strumenti che furono adottati per l'edificazione di un complesso abitativo ricettivo a carattere turistico completo di infrastrutture (strade, sentieri, acquedotto, illuminazione, piantumazione di nuova vegetazione, essendo il promontorio originario completamente brullo) negozi e servizi comuni.
È costituita come complesso di abitazioni, di ville, condomini, a uso di seconda casa, pensioni, sui versanti delle colline in collegamento con il confine tra i comuni di Bergeggi e Spotorno, che costituisce il promontorio di Torre d'Ere prospiciente l'Isola di Bergeggi.
Il complesso è stato edificato principalmente negli anni cinquanta con le iniziali architetture dell'architetto Galvagni e negli anni sessanta. Riflette i vari stilemi architettonici dell'epoca. Le abitazioni si susseguono senza mai emergere dalla quota stradale in modo da conservare sempre la veduta panoramica a valle e verso il mare. Sono immerse nei giardini, costruiti dai proprietari stessi, lungo la via, creata all'epoca, di Torre d'Ere che sale per la collina con tornanti che seguono le curve di livello in armonia con gli antichi sentieri per collegarsi all'abitato di Bergeggi e, con un sottopassaggio dell'Aurelia, al mare. In particolare sono presenti alcuni esempi di architettura morfologicamente adattata al territorio (cfr. i principi di Ecologia della Forma) occupandone le cavità rocciose e seguendone le curve collinari, oppure riflettendo i tipici terrazzamenti liguri, per opera di vari architetti tra cui Mario Galvagni.
Sulla vetta della collina si trova la Torre d'Ere, antica torre di avvistamento di origine romana in posizione strategica al culmine del promontorio, cui fa da contraltare un'analoga postazione di osservazione sulla vetta dell'isola di Bergeggi.
Nel corso dell'edificazione di Torre del Mare, a rilevare artisticamente questo rapporto tra collina e isola, sono state poste due sculture in filo di ferro saldato di cui una, rappresentante un capro, si trova a fianco della Torre d'Ere. L'altra, rappresentante un pastore che suona il flauto, nota comunemente con il nome di "pifferaio", è posta su un contrafforte di roccia dell'isola. Sono entrambe opera dello scultore-pittore Pippo Consoli che le ha eseguite su commissione del Tizzoni. Inoltre una terza scultura in pietra di Finale rappresentante una figura femminile (l'Arte) che guarda verso l'isola è di Galvagni, che l'ha scolpita sul posto e collocata su di una mensola alla parete dell'edificio, all'ingresso dell'Aurelia, che in origine costituiva la residenza e gli uffici di Tizzoni e Galvagni.
Nella parte inferiore della collina, verso ponente, si trova il complesso "Merello" risalente al XIX secolo, oggi trasformato in complesso residenziale, un tempo utilizzato come colonia estiva per bambini tisici, che potevano beneficiare dell'aria di mare, del clima mite e del sole per ritemprare il corpo indebolito dalla malattia.
La frazione è immersa nella Riserva Naturale Regionale di Bergeggi, che include il tratto di costa e di mare circostanti l'isolotto, e si affaccia sul golfo che dal promontorio stesso, tramite l'antica strada romana che corre sul crinale, giunge a Capo Noli, in un susseguirsi di ampie spiagge e scoscese scogliere a picco sul mare. È inoltre luogo di villeggiatura, con uno stabilimento balneare e una spiaggia libera.
La frazione è situata al confine con il comune di Spotorno.